# Кампанина (Салерно)
Кампанина је насеље у Италији у округу Салерно, региону Кампанија.
Према процени из 2011. у насељу је живело 99 становника. Насеље се налази на надморској висини од 269 м.